# Dicranopteris elegantula
Dicranopteris elegantula är en ormbunkeart som beskrevs av Pichi-serm. Dicranopteris elegantula ingår i släktet Dicranopteris och familjen Gleicheniaceae. Inga underarter finns listade.